# Mount LeConte
Mount LeConte, také Mount Le Conte, je hora na jihovýchodě pohoří Sierra Nevada, na hranici Inyo County a Tulare County, v Kalifornii. Nachází se v blízkosti nejvyšší hory Sierry Nevady, Kalifornie a Spojených států bez Aljašky Mount Whitney. Mount LeConte náleží s nadmořskou výškou 4 246 metrů mezi dvacet nejvyšších hor Kalifornie. 
Nachází se na severovýchodní hranici Národního parku Sequoia a chráněné oblasti John Muir Wilderness,  5,5 kilometrů jihovýchodně od Mount Whitney. Mateřský vrchol Mount LeConte Mount Muir leží 5,4 kilometrů severozápadně, jeden z kalifornských fourteeners Mount Langley 2,2 kilometru jihovýchodně.
Hora je pojmenovaná podle Josepha Le Conta, vědce a profesora přírodních věd na Kalifornské univerzitě.